# Juraj Štěch
Juraj Štěch (* 25. dubna 1968 Liptovský Mikuláš, Československo) je bývalý československý zápasník, volnostylař. V roce 1992 startoval na olympijských hrách v Barceloně, kde v kategorii do 130 kg vypadl ve druhém kole. V roce 1990 vybojoval čtvrté místo na mistrovství světa a v roce 1989 na mistrovství Evropy. V roce 1990 se stal mistrem Československa.